# Ismail Matar
Ismail Matar Ibrahim Khamis al-Mukhaini al-Junaibi (arabisch إسماعيل مطر, DMG Ismāʿīl Maṭar; * 7. April 1983 in Abu Dhabi) ist ein Fußballspieler aus den Vereinigten Arabischen Emiraten.

## Karriere

### Verein
Aus der U17 von al-Wahda kommend, stieg er Ende 2001 in den Kader der ersten Mannschaft auf. Über den restlichen Verlauf der Saison 2001/02 kam er hier in sieben Partien zum Einsatz und erzielte zudem noch ein Tor. In seiner zweiten Saison hier erzielte er in 19 Einsätzen ganze 14 Tore, eine Marke, welche er bis heute nicht übertreffen konnte. Meister wurde er mit seiner Mannschaft in dieser Saison jedoch knapp nicht und es sollte bis zur Saison 2004/05 dauern, bis er mit seiner Mannschaft diesen Titel einfahren konnte. Gleiches konnte er mit diesen dann auch in der Folgesaison erreichen.
In den nächsten Spielzeiten sammelte er weiter konstant Einsätze und schoss auch ein paar Tore. In der Saison 2008/09 wurde er nach Katar zu al-Sadd verliehen und kam nach etwas mehr als einem Monat von da bereits zurück. Dort kam er lediglich in ein paar Pokalspielen zum Einsatz, bei welchen er aber durchaus Erfolg hatte. Bis heute ist er noch bei al-Wahda aktiv und gehört ebenfalls weiter mit zu den Stammspielern, als welcher er einige Einsätze pro Saison sammelt. Sein bislang einziger weiterer Erfolg war bislang aber nur der Gewinn des Pokals mit seinem Team in der Saison 2016/17.

### Nationalmannschaft
Als Gastgebernation war er Teil der U20-Nationalmannschaft bei der Junioren-Weltmeisterschaft 2003 und erreichte hier mit seinen Mitspielern das Viertelfinale. Trotz dessen wurde er aufgrund seiner Leistungen als bester Spieler des Turniers ausgezeichnet.
Seine Karriere in der A-Nationalmannschaft begann dann kurz danach auch. Sein erster bekannter Einsatz war bei einer 0:1-Niederlage gegen Turkmenistan während der Qualifikation für die Asienmeisterschaft 2004, wo er in der Startelf stand. Nach weiteren Einsätzen bei Qualifikationsspielen, war sein erstes Turnier dann der Golfpokal 2003, wo er ebenfalls zu einigen Einsätzen für sein Team kam.
Nach einem Qualifikationsspiel zur Weltmeisterschaft 2006 im darauffolgenden Jahr, wurde er später auch für den Kader bei der Asienmeisterschaft 2004 nominiert und kam bei zwei Partien zu Spielzeit. Nach weiteren WM-Qualifikations- und Freundschaftsspielen stand am Ende des Jahres noch der Golfpokal 2004 an, wo er wieder mit dabei war und auch spielte. Nach einer größeren Zahl an Freundschaftsspielen, war er ab Februar 2006 dann in der Qualifikation für die Asienmeisterschaft 2007 aktiv.
Anfang des Jahres 2007 ging es für ihn dann zum Golfpokal 2007, wo seine große Stunde schlagen sollte. In der Gruppenphase sicherte er seinem Team mit insgesamt vier Toren nach einer Auftaktniederlage gegen den Oman noch das Weiterkommen und erzielte später im Halbfinale gegen Saudi-Arabien sowie wieder im Finale über den Oman das jeweils einzige Tor der Partie, was seiner Mannschaft den Titel einbrachte. Auch hier wurde er am Ende wieder als bester Spieler des Turniers und auch als Torschützenkönig ausgezeichnet.
Im Sommer des Jahres 2007 war er dann erneut bei der Asienmeisterschaft dabei und kam hier auch in allen drei Gruppenspielen seiner Mannschaft zum Einsatz. In den beiden darauffolgenden Jahren kam er nebst Freundschaftsspielen in einigen Partien der Qualifikation für die WM 2010 zum Einsatz. Anfang 2009 scheiterte er mit seinem Team diesmal bereits in der Gruppenphase des diesjährigen Golfpokals. In diesem Jahr sowie dem nächsten kam er aber sonst nur in wenigen Spielen zum Einsatz. Dies änderte sich dann wieder mit seinen Einsätzen bei der Asienmeisterschaft 2011 sowie den Qualifikationsspielen für die WM 2014 und zog sich bis ins Jahr 2012.
Im Sommer 2012 war er auch Teil der Olympiaauswahl für die Spiele 2012 und wurde dort beim Turnier auch eingesetzt. Am Ende erzielte er zwei der drei Tore seiner Mannschaft bei diesem Turnier.
Beim Golfpokal 2013 kam er mit seinem Team wieder ins Finale und gewann diesmal nach Verlängerung mit 2:1 über den Irak. Im gesamten Verlauf des Wettbewerbs erzielte er diesmal aber keinen einzigen Treffer. Nach weiteren Freundschafts- und Qualifikationsspielen für die Asienmeisterschaft 2015, erreichte er beim Golfpokal 2014 diesmal den dritten Platz mit seinen Mitspielern.
Zwar qualifizierte sich seine Mannschaft für die Endrunde der Asienmeisterschaft, jedoch folgte für ihn nun schon auch vor dem Turnier eine längere Zeit lang ohne Einsatz. Erst im März 2016 bekam er bei einem Qualifikationsspiel für die Weltmeisterschaft 2018 dann wieder einen Einsatz. Mit weiteren dieser Einsätze ging es in den nächsten Jahren dann auch weiter und bei der Asienmeisterschaft 2019 wurde er dann auch wieder, trotz einer größeren Verletzung zuvor, für den Kader nominiert. Gemeinsam erreichte er mit seinem Team wieder, wie diese schon zuvor bei der letzten Ausgabe ohne ihn, scheiterte dort jedoch mit 0:4 am späteren Sieger Katar.
Anschließend daran folgte noch einmal eine längere Pause und im November 2021, wurde er dann wieder bei einem Qualifikationsspiel für die Weltmeisterschaft 2022 eingesetzt. Auch beim Arabien-Pokal 2021 bekam er dann noch einmal zwei Einsätze.